# Triunghiul de autostrăzi Turda
Triunghiul de autostrăzi Turda (abreviere: TA Turda; forma scurtă: Triunghi Turda) este un triunghi de autostrăzi din sud-estul județului Cluj , la sud de localitatea Turda, care leagă autostrada A 10 (Sebeș – Turda) cu autostrada A 3 (Târgu Mureș – Cluj-Napoca).

## Geografie
Triunghiul este situat în apropierea localității cu același nume, Turda, la aproximativ 3,4 km, în direcția sud. La nord-vest de triunghi se află localitatea Mihai Viteazu la o distanță de aproximativ 2 km, în direcția est Câmpia Turzii, la cca. 10 km iar lângă A 10 în direcția sud, localitatea Unirea la 21 km.
Triunghiul de autostrăzi Turda are ieșirea numărul 7 pe A 10. 

## Forma constructivă
Nodul rutier din apropiere de Turda, este un triunghi de autostrăzi cel mai complex și cel mai spectaculos nod rutier din România la acea dată, care conectează A10, A3 și DN1. TA Turda este prevăzut cu 6 rampe de legătură (bretele) și face joncțiunea atât cu Autostrada Transilvania (A3), cât și cu DN1. Rampele care fac legătura cu A3 au 2 benzi, iar cele care leagă A10 de DN1 câte o singură bandă. Triunghiul Turda este parte componentă a lotului 4 din autostrada lungă de 70 de km.
Capătul de sud al autostrăzii A10 care are o lungime de 70 km, se unește lângă Sebeș cu autostrada autostrada A1, formând TA Sebeș.